# Naruto-Strudel

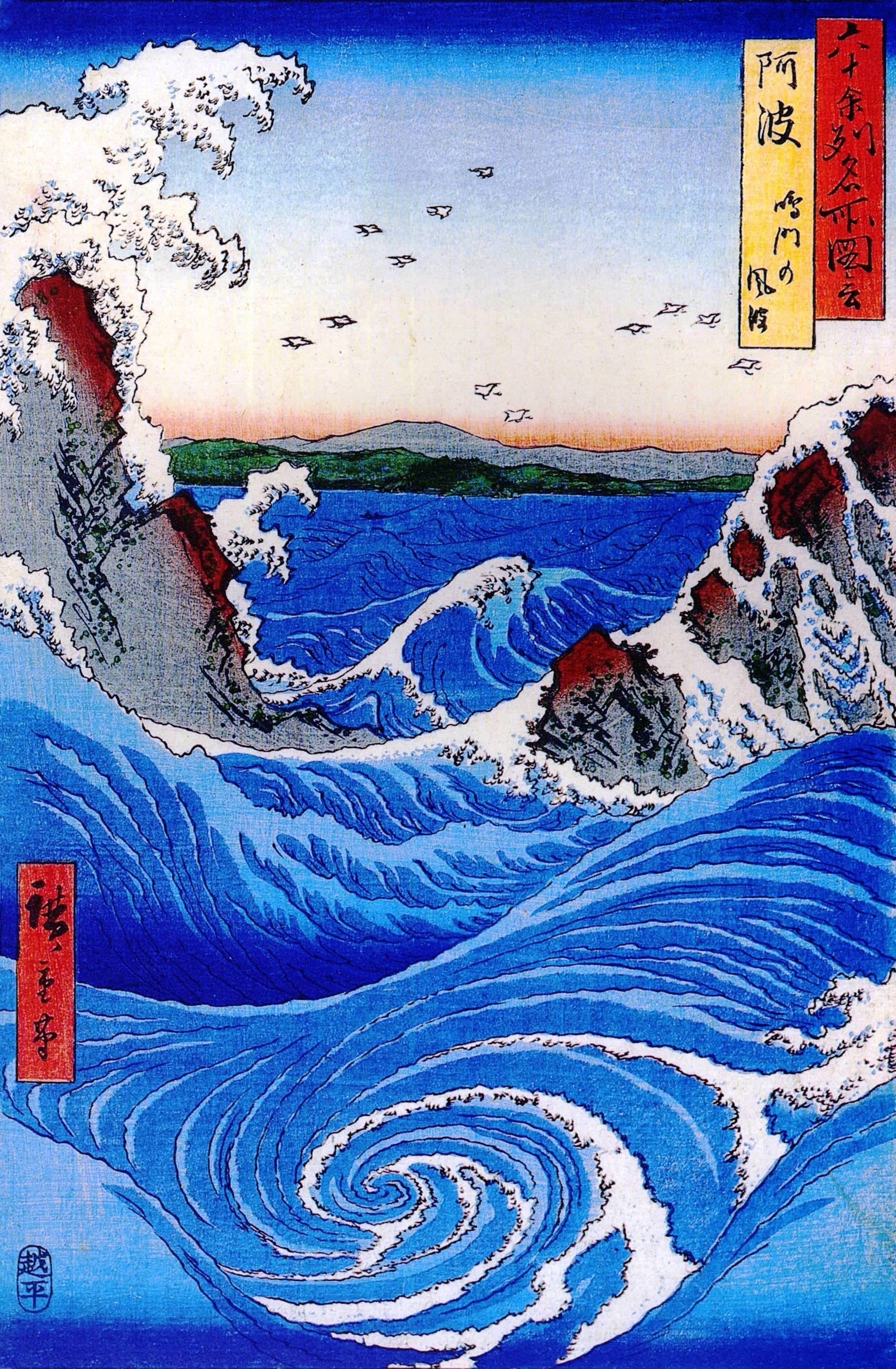
Der Naruto-Strudel, Farbholzschnitt von Hiroshige, 1855

Die Naruto-Strudel (jap. 鳴門の渦潮, Naruto no Uzushio) sind Gezeitenstrudel in der Naruto-Straße zwischen den Inseln Ōge-jima (Naruto) und Awaji.
Die Gezeiten bewegen zweimal täglich große Mengen Wasser durch die etwa 1,3 km breite Meerenge vom Pazifik in die Seto-Inlandsee und wieder hinaus. 
Durch einen Tidenhub bis zu 1,7 m bildet sich ein Höhenunterschied der Wasserspiegel zwischen Inlandsee und Pazifik bis zu 1,5 m. Wegen der Enge der Straße erreicht die Strömung viermal am Tag bis zu 13–15 km/h, jeweils zweimal in jede Richtung. Bei einer Springflut kann das Wasser sogar 20 km/h erreichen, wobei Strudel bis 20 m Durchmesser entstehen. Die Gezeitenströmung von Naruto ist die schnellste in Japan.
Die Naruto-Strudel können von Schiffen oder von der Naruto-Brücke aus beobachtet werden. Die vollständig verglaste Uzunomichi-Promenade führt unter der Fahrbahn der Brücke vom Widerlager auf der Naruto-Seite 450 Meter weit zu einem Aussichtsraum in einer Höhe von 45 Metern über dem Wasserspiegel. Ein guter Beobachtungspunkt befindet sich auch an der Küste der Insel Awaji.

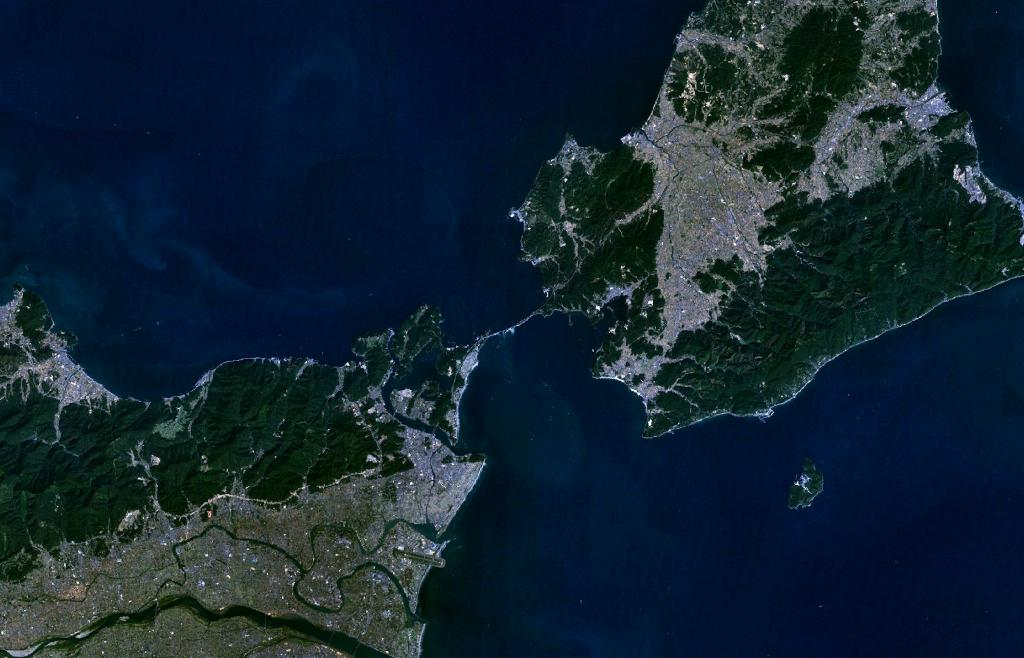
Naruto-Straße, vom Weltraum aus aufgenommen
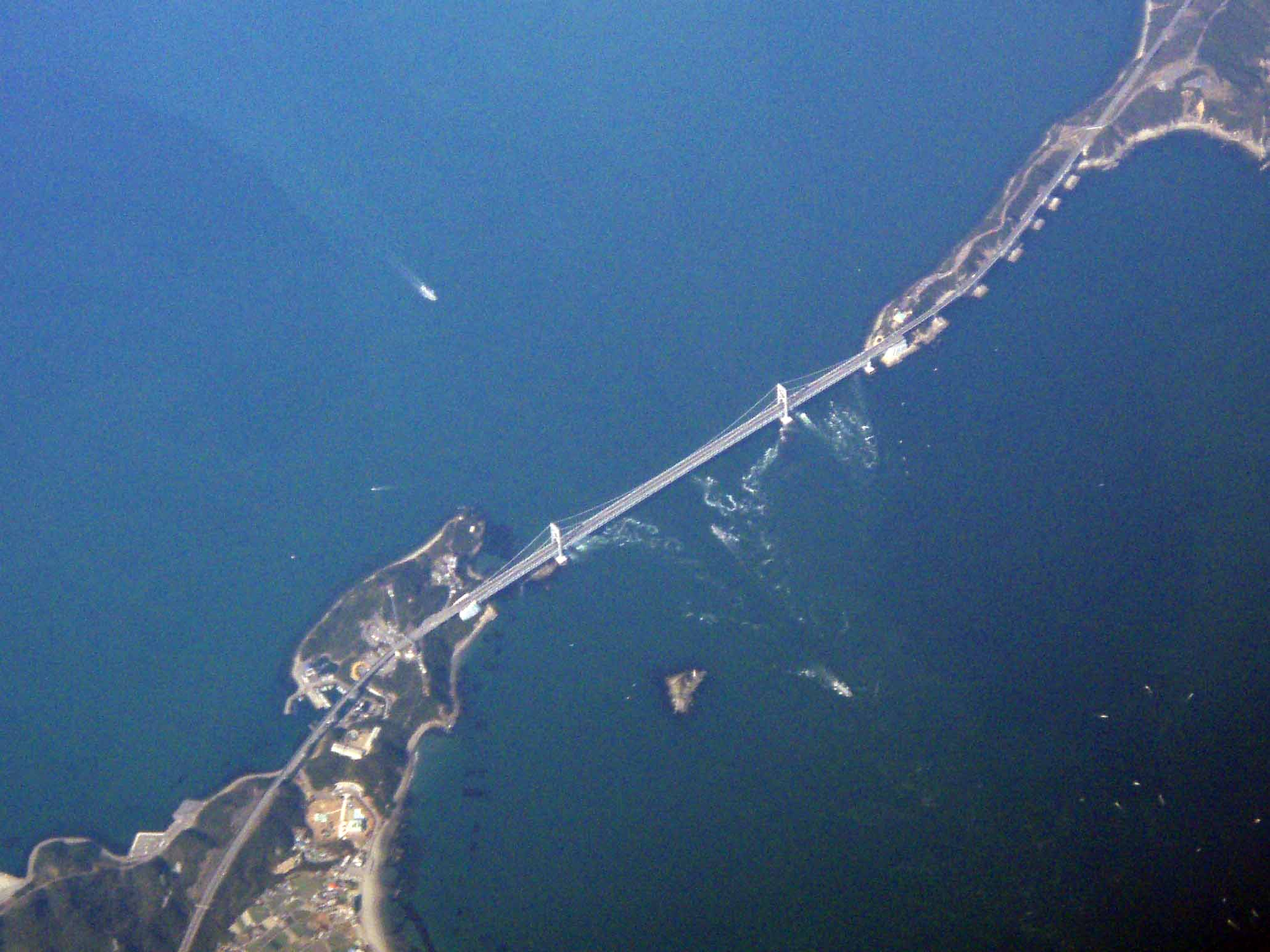
Luftbild der Naruto-Straße mit Brücke und Strudeln
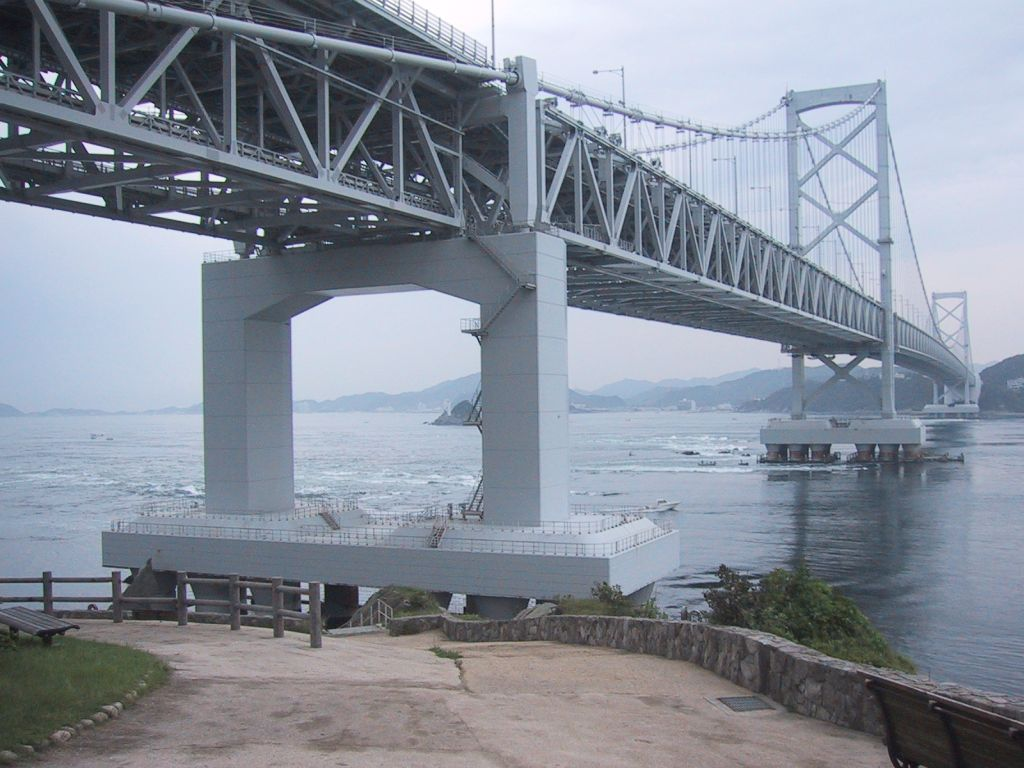
Naruto-Straße, Blick von Awaji, mit der Strömung von rechts
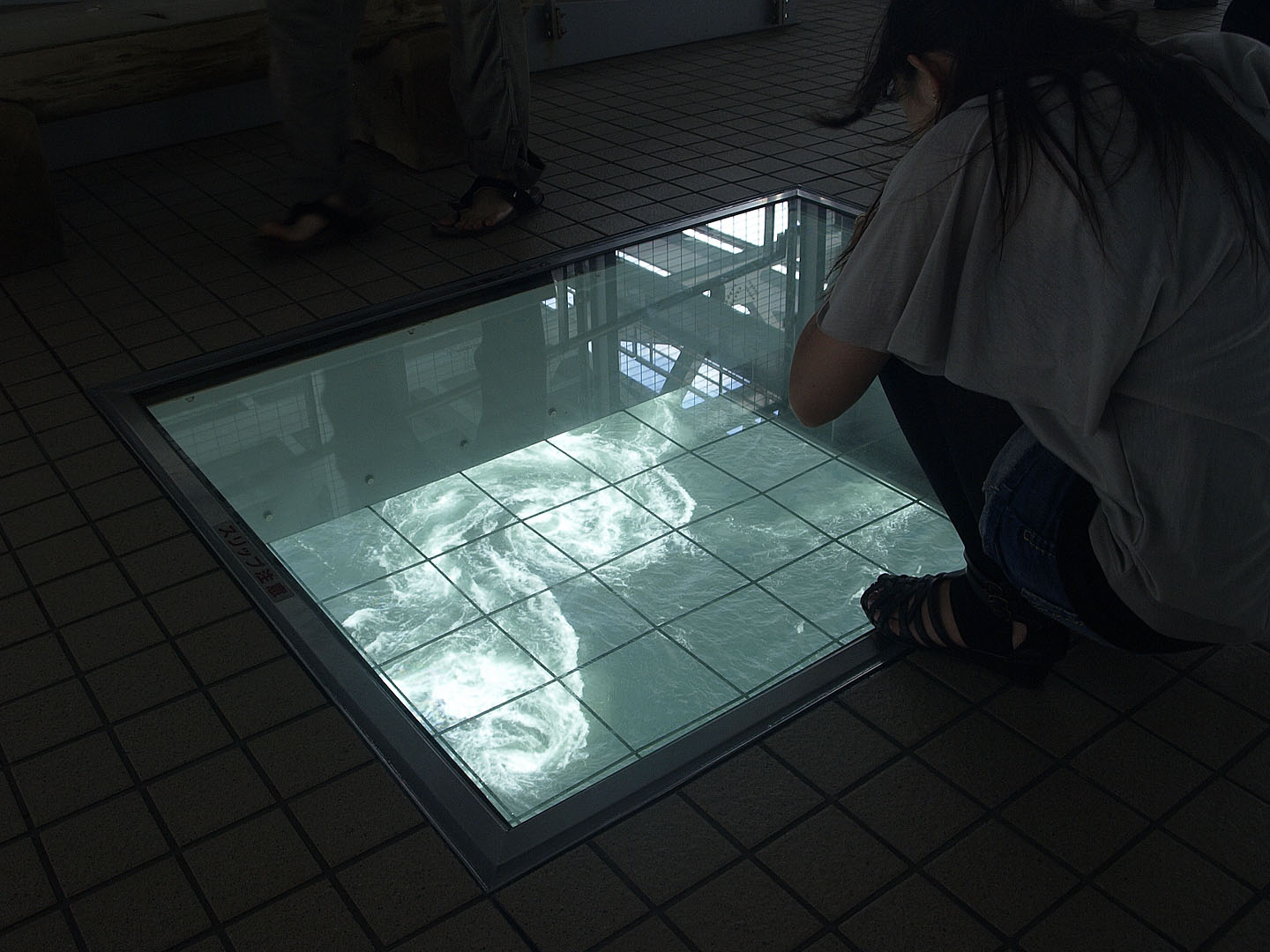
Naruto-Strudel von der Uzunomichi-Promenade aus gesehen
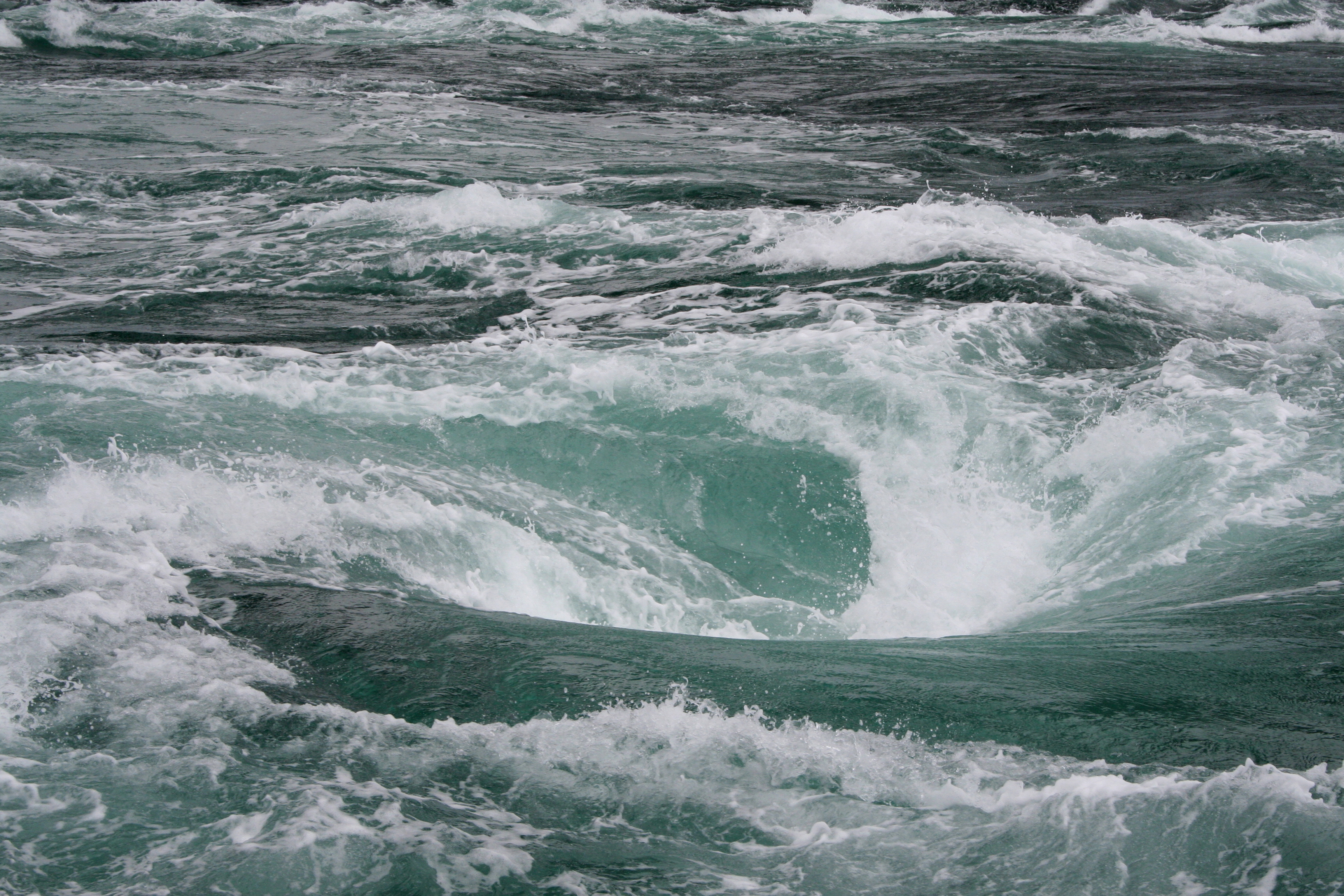
Naruto-Strudel von einem Touristenboot fotografiert